# Питър Динклидж
Питър Динклидж (на английски: Peter Hayden Dinklage) е американски театрален и филмов актьор, носител на „Златен глобус“ и по две награди „Еми“ и „Сателит“. Известни филми с негово участие са „Човешката природа“, „Ласи“, „Виновен“, „Хрониките на Нарния: Принц Каспиян“, „Рицари от съвремието“ и сериалите „Аз съм с нея“, „Клъцни/Срежи“, „Рокфелер плаза 30“ и „Игра на тронове“.

## Биография
Питър Динклидж е роден на 11 юни 1969 г. в Мористаун, Ню Джърси, в семейството на Джон Карл и Даян Динклидж. Баща му е застрахователен агент, майка му е гимназиална учителка по музика, а по-възрастният му брат е цигулар. Питър е от немски, английски и ирландски произход.
Питър страда от ахондроплазия – нарушение във вкостеняването на растежния хрущял и е висок едва 135 cm. Родителите и брат му са с нормален ръст.
Завършва училище в Делбъртън, а после продължава да учи в колежа „Бенингтън“ във Върмонт, където се дипломира през 1991 г.
През 2005 г. Питър Динклидж се жени за театралната режисьорка Ерика Шмид. Двамата имат дъщеря на име Зелиг (Zelig), понастоящем семейството му живее в Ню Йорк. Динклидж е вегетарианец и подкрепя американската организация за защита на животните „Farm Sanctuary“, той е говорител на събитието „Walk for Farm Animals“.
В интервю през 2003 г. на въпрос, свързан с ръста му, Динклидж казва: „Когато бях млад, това наистина ме разстройваше. Като младеж бях огорчен и ядосан и определено издигнах стена между себе си и света. Но с възрастта разбираш, че трябва да подхождаш с чувство за хумор. Просто знаеш, че това не е твой проблем. Техен е.“ През 2012 г. журналист от в-к „Ню Йорк Таймс“ му задава въпрос дали се чувства като „говорител за правата на малките хора“, на който Динклидж отговаря „Не знам какво да ви кажа. Всеки е различен. Всеки човек с моя ръст има различен живот, различна история. Различни начини за справяне с това положение. Това, че привидно изглеждам добре, не значи че мога да давам съвети как другите да се чувстват добре. Не мисля, че напълно съм се справил. Има дни в които се чувствам зле“.

## Кариера
Дебютът на Питър Динклидж е през 1995 г. в нискобюджетния филм „Живот в забрава“. Той изпълнява ролята на актьор, страдащ от нанизъм, който е недоволен от това, че получава само клиширани роли. Пробивът му е през 2003 г. във филма „Кантонерът“ („The Station Agent“), за изпълнението си в който получава номинации в категория „най-добър актьор“ за награди на „Гилдията на киноактьорите“ и „Независим дух“. През същата година играе във филма „Tiptoes“ и в няколко театрални продукции. През 2004 г. получава специална награда „Сателит“ за „изключителен талант“.
През 2005 г. участва във фантастичния сериал на Си Би Ес – „Праг“ („Threshold“) и в ролята на сватбен агент в комедията „The Baxter“. През 2006 г. участва във филма „Виновен“ („Find Me Guilty“), в който си партнира с Вин Дизел и в епизод от сериала „Клъцни/Срежи“. През 2007 г. играе в британската комедия „Смърт на погребение“ („Death at a Funeral“) и в „Аутсайдер“ („Underdog“). През 2008 г. взима участие в „Хрониките на Нарния: Принц Каспиян“ и в постановката „Чичо Ваня“, режисирана от съпругата му в ежегодния театрален фестивал на нюйоркския колеж „Бард“.
От 2011 г. играе ролята на Тирион Ланистър в сериала на HBO – „Игра на тронове“. За изпълнението си в сериала получава ласкави оценки от критиците, също така печели награди „Златен глобус“, „Еми“ и „Сателит“. В резултат на добрата си игра, Динклидж получава много повече екранно време в следващите сезони на сериала.
През 2012 г. озвучава ролята на капитан Гът в анимацията „Ледена епоха 4: Континентален дрейф“. През 2013 г. участва в „Рицари от съвремието“ („Knights of Badassdom“), а през 2014 г. взима участие в „Х-Мен: Дни на отминалото бъдеще“ и озвучава персонаж на име „Дух“ в играта „Destiny“.

## Избрана филмография
- „Живот в забрава“ (1995)
- „Човешката природа“ (2001)
- „13 луни“ (2002)
- „Трета смяна“ (сериал, 2002)
- „Кантонерът“ (2003)
- „Елф“ (2003)
- „Аз съм с нея“ (сериал, 2004)
- „Ласи“ (2005)
- „Виновен“ (2006)
- „Пенелопа“ (2006)
- „Клъцни/Срежи“ (сериал, 2006)
- „Смърт на погребение“ (2007)
- „Аутсайдер“ (2007)
- „Хрониките на Нарния: Принц Каспиян“ (2008)
- „Рокфелер плаза 30“ (сериал, 2009)
- „Игра на тронове“ (сериал, 2011 – 2019)
- „Парче от Рая“ (2011)
- „Ледена епоха 4: Континентален дрейф“ (анимация, 2012)
- „Рицари от съвремието“ (2013)
- „Х-Мен: Дни на отминалото бъдеще“ (2014)
- „Най-гневният мъж в Бруклин“ (2014)
- „Пиксели“ (2015)
- „Angry Birds: Филмът“ (анимация, 2016)